# Epidendrum armeniacum
Epidendrum armeniacum es una especie de orquídea epífita del género Epidendrum.

## Descripción
Es una orquídea de pequeño tamaño que prefiere el clima cálido con hábitos de epifita y con tallos delgados, erectos que están basalmente envueltos por vainas tubulares, y hojas ascendentes, estrechamente lanceoladas, acuminadas, basalmente unidas. Florece en una inflorescencia densamente floreada, terminal, en forma de racimo con numerosas flores pequeñas que se producen en el otoño y el invierno.

## Distribución
Se encuentra en Ecuador, Perú, Brasil y Bolivia en los bosques húmedos de montaña en elevaciones de 450 a 1600 metros donde crece en los troncos de los árboles. 

## Taxonomía
Epidendrum armeniacum fue descrita por John Lindley y publicado en Edwards's Botanical Register 22: pl. 1867. 1836.
Etimología
Ver: Epidendrum
armeniacum: epíteto latino que significa "de Armenia".
Sinonimia
- Amblostoma armeniacum (Lindl.) Brieger
- Amblostoma armeniacum (Lindl.) Brieger ex Pabst
- Encyclia macrostachya Poepp. & Endl.[4][5]